# Lao Tseu
Pour les articles homonymes, voir Lao.
Dans ce nom, le nom de famille, Lao, précède le nom personnel.
Lao Tseu ou Lao-Tseu, Laozi ou Lao Zi (chinois : 老子 ; pinyin : Lǎo zi ; Wade : Lao³ Tzu⁵ ; EFEO : lao tseu), plus communément appelé en Chine Tàishàng lǎojūn (太上老君, « Seigneur suprême Lao »), de son vrai nom Li Er (李耳, Lǐ ěr), aurait été un sage chinois et, selon la tradition, un contemporain de Confucius (milieu du VIe siècle av. J.-C. – milieu du Ve siècle av. J.-C., fin de la période des Printemps et Automnes). Il est considéré a posteriori comme le père fondateur du taoïsme. Il serait né dans le pays de Chu du royaume des Zhou et serait parti pour une retraite spirituelle vers l’ouest de la Chine actuelle avec une destination inconnue. Les informations historiques le concernant sont rares et incertaines et sa biographie se développe à partir de la dynastie Han, essentiellement à partir d’éléments surnaturels et religieux ; quelques chercheurs sceptiques estiment depuis la fin du XXe siècle qu'il s’agit d’un personnage fictif ou composite, et non proprement historique,.
Le Tao Tö King (Livre de la Voie et de la Vertu) que la tradition lui attribue est un texte majeur du taoïsme, considéré comme important par d'autres courants également. Lao Tseu est considéré par les taoïstes comme un dieu (太上老君, Tàishàng lǎojūn, « Seigneur suprême Lao ») et comme leur ancêtre commun.
Il est représenté comme un vieillard à la barbe blanche, parfois monté sur un buffle.

## Mythe ou personnage réel?

### Image traditionnelle
L’image la plus courante de Lao Tseu en fait un personnage extraordinaire. Conçu miraculeusement par le passage d’une comète ou l’ingestion par sa mère d’une prune (li, nom de famille qui lui est généralement attribué) magique, il naît avec des cheveux blancs et une barbe, d’où son surnom d’ancien (lao), et des oreilles aux lobes très longs, signe de sagesse. Archiviste à la cour des Zhou et contemporain de Confucius qui le reconnaît, selon le Zhuangzi, comme un maître et un être extraordinaire, il finit par quitter le pays âgé d’au moins 60 ans, lassé des dissensions politiques. Il part vers l’ouest monté sur un buffle ; arrivé à la passe qui marque la frontière, il rédige le Daodejing (Livre de la Voie et de la Vertu) à la demande du gardien Yin Xi puis continue son voyage. Selon la croyance populaire il ne meurt pas mais se réincarne, réapparaissant sous différentes formes pour transmettre le Tao.

### Sources du Lao Tseu historique
Au IIIe siècle av. J.-C., l’ouvrage légiste Hanfeizi est le premier à attribuer la paternité du Daodejing à un certain Lao Tseu. Un Lao Dan/Lao Tseu critique de Confucius est mentionné dans des passages du Zhuangzi qui pourraient dater du IVe siècle av. J.-C., mais aucune mention n’y est faite ni du Daodejing ni de sa biographie, à l'exception d'un passage le qualifiant d'archiviste. On ne peut donc pas affirmer avec certitude que le Lao Tseu du Hanfeizi et celui du Zhuangzi sont la même personne, bien que ce soit l'hypothèse retenue par la tradition historique. Au IIe siècle av. J.-C., l’historien Sima Qian écrit sa première notice biographique, mais l’on ignore ses sources et lui-même n’est pas absolument certain de sa version, puisqu’il fait état de deux autres hypothèses concernant son identité et la paternité du Daodejing. C’est pourquoi l’incertitude règne encore concernant l’identité de Lao Tseu. L’opinion prévalant à la fin du XXe siècle est que le Lao Tseu de la tradition pourrait être un personnage composite, résultat de la synthèse de différentes sources,.

#### Sources en détail

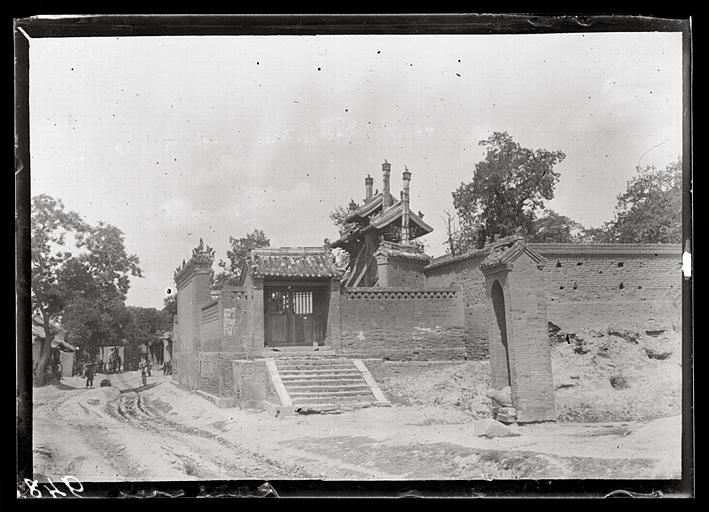
Stèle dans le Henan marquant l'endroit où Confucius aurait interrogé Lao Tseu au sujet des rites. Photographie d'Édouard Chavannes, 1907.

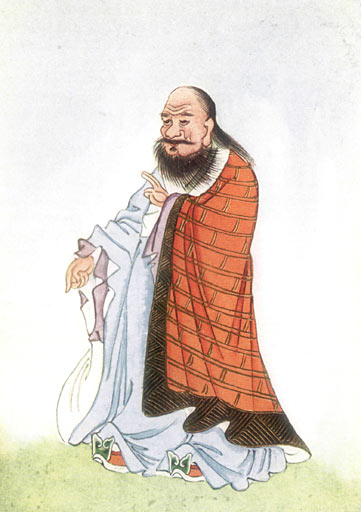
Lao Tseu, Mythes et Légendes de Chine, 1922 par E. T. C. Werner

- Le Zhuangzi contient dix-huit passages, dont certains pourraient remonter au IVe siècle av. J.-C.[11], mentionnant Lao Dan (老聃), moins souvent Lao Tseu, et une fois Lao Laizi (老萊子). On y voit souvent le personnage critiquer les efforts de Confucius pour appliquer les vertus confucéennes, selon lui inefficaces et contre nature. Lao Tseu l’appelle par son prénom, Qiu (丘), comme le ferait un aîné, mais il se pourrait que ce soit une invention des auteurs[11] pour mettre en évidence la supériorité de Lao Tseu sur Confucius. Ce dernier le compare dans un passage à un dragon chevauchant les nuages, différent de tous les animaux qui courent, nagent ou volent et échappant ainsi aux contingences. Un passage présente Lao Dan comme un archiviste du roi des Zhou[9].
- Un passage du Livre des rites confucéen, qui pourrait aussi remonter au IVe siècle av. J.-C, mentionne que Confucius prit un jour conseil auprès d’un dénommé Lao Dan, spécialiste des rites de deuil. Il n’est pas certain qu’il s’agisse de la même personne que l'homonyme du Zhuangzi, mais le passage aurait du moins pu inspirer l’image d’un Lao Tseu maître de Confucius[6].
- Selon la notice biographique rédigée par Sima Qian dans le Shiji au IIe siècle av. J.-C., son nom personnel était Li Er (李耳, « prune oreille »), son prénom social Dan (聃). Né dans le comté de Ku (苦), pays de Chu[12], il pratiquait « le Dao et la Vertu » et se tenait caché. Un jour, Confucius vint le trouver pour apprendre davantage en matière de rites. Ils eurent un bon échange, puis Confucius impressionné dit en conclusion : « Lao Tseu est comme un dragon ! ». Et il ne parla plus pendant trois jours, occupé à méditer ses paroles. Par la suite, il vint le saluer avant chacune de ses méditations. Plus tard, lassé des conflits internes incessants de son pays, Lao Tseu partit vers l'ouest. Il arriva à une passe dont le gardien, Yin Xi, lui demanda de laisser son enseignement par écrit[13] : ce furent les 5500 caractères du Dao De Jing. Ensuite, il disparut.
  - Néanmoins, Sima Qian rapporte aussi que selon certains, Lao Tseu serait l'archiviste Dan (儋) du roi des Zhou qui aurait prédit au duc Xian (-384 ~ -362) de Qin[14] la future indépendance de son État.
  - Il mentionne de plus comme candidat possible un Lao Laizi contemporain de Confucius vivant à Chu, auteur d’un ouvrage portant son nom en 15 ou 16 articles (perdu dès la fin des Han) que certains soupçonnent d'être une partie du Daodejing. Selon d’autres sources[15], pratiquant du Dao (ou Tao) né sous le roi Kang[16] et mort sous le roi Hui[17] à 160 ou 200 ans, Lao Laizi se serait retiré dans les montagnes vers 479 av. J.-C. pour y vivre en ermite avec sa femme, refusant le poste offert par le roi[18].
  - Enfin, Sima Qian prête à Lao Tseu une descendance dans les armes et la fonction publique, qui serait entrée au service de l’empereur Han Wendi puis du prince de Jiaoxi[19], fils de Han Jingdi, et se serait fixée à Qi.
- Au IVe siècle, Ge Hong[20] donne Chong’er (重耳) comme variante de son prénom, Boyang (伯陽) pour prénom social et considère que Dan est son surnom[21]. Ces précisions seront souvent intégrées dans les biographies ultérieures, mais on ignore d'où Ge Hong les a tirées.

### Signification du nom
Le sens du nom Lao est débattu : l’interprétation littérale de « vieux » ou « ancien », évoquant la sagesse, est tentante. Certains prennent le suffixe zi au sens littéral d’« enfant » et en font « le vieil enfant », appellation mystique ou symbolique, d'autres estiment que ce surnom lui vient du fait qu’il serait né avec des cheveux blancs ou que sa mère l’aurait eu sur le tard. D’autres encore estiment qu'il s'agit tout simplement de son nom de famille, l'existence de familles Lao à l’époque des Royaumes combattants étant attestée.
Par ailleurs, les caractères Li (prune) et Er (oreille) - ses nom de famille et prénom selon Sima Qian - ont inspiré l'imagination. « Prune » viendrait du fait que sa mère l’aurait conçu en apercevant une comète ou un dragon volant alors qu’elle était assise sous un prunier, ou bien en consommant un fruit magique. Ge Xuan pensait pour sa part que Lao Tseu aurait désigné du doigt un prunier à sa naissance, mais proposait aussi qu'il pourrait s'agir du nom de famille de sa mère. Le prénom « Oreille » est en général expliqué par leur taille particulièrement développée, surtout les lobes, caractéristique souvent prêtée aux sages.

## Lao Tseu dans le taoïsme religieux
Parallèlement au Lao Tseu historique proposé par les historiens Han, un Lao Tseu religieux apparait dans d’autres sources, comme le Liexianzhuan (列仙傳) qui le compte au nombre des immortels. Depuis la fin des Royaumes combattants, il est avec le souverain mythique Huangdi l’un des personnages centraux du courant huanglao, important jusqu’au début des Han. À l’origine philosophique et politique, ce courant aurait pris un tour plus religieux quand il fut évincé par le confucianisme. On trouve des témoignages de la divinisation de Lao Tseu dès le règne de l’empereur Huandi (r. 146-168), qui lui rend un culte. En 153, Wang Fu (王阜), préfet de la région de Changsha, fait dresser une stèle dédiée à Lao Tseu sur laquelle celui-ci est identifié au Tao originel ; vers la même époque, le lettré Bian Shao (邊韶) déclare que Lao Tseu est un immortel, maître des sages de différentes époques à travers ses métamorphoses. Dans le Bianhua wuji jing (變化無極經) des Han orientaux, Lao Tseu, identifié au Dao (ou Tao), se donne naissance à lui-même et prédit son retour sous une de ses métamorphoses dans une perspective millénariste.
Il est l’un des quatre grands dieux de la secte des Cinq boisseaux qui émerge à la fin du IIe siècle et exige de ses adeptes la récitation régulière du Dao De Jing. Le courant des Maîtres célestes issu des Cinq boisseaux contribuera fortement à répandre l’image divine de Lao Tseu et à enrichir sa légende.
Sous les noms de Vénérable céleste du Dao et de la Vertu (道德天尊) ou Pur du faîte suprême (太清), il est devenu l’un des Trois Purs, divinités principales des grandes écoles taoïstes modernes. Il porte à ce moment-là plusieurs épithètes, la plus connue étant (太上老君 Taishang Laojun) Vieux Seigneur de la Hauteur Suprême ; ce serait lui qui aurait, dit-on remis un enfant à la reine de (妙樂 Miaole), appelé à devenir le futur Empereur de Jade. On l'appelle aussi : (神寶天尊 Shenbao Tianzun) Vénéré Céleste du Trésor Divin, ou (道德天尊 Daode Tianzun) Vénéré Céleste de la Voie et de la Vertu, ou (混元老君 Hunyuan laojun) Vieux Seigneur du Chaos Originel, ou bien encore, (降生大帝 Jiangsheng dadi) Grand Dieu (Empereur) Dispensateur de Vie et (太清大帝 Taiqing dadi) Grand Dieu (Empereur) de la Pureté Suprême. Le [Ciel de] Pureté Suprême est le nom supposé du Troisième Ciel où régnerait ce personnage sur la troisième catégorie d'immortels, les Immortels Célestes.
Sous cette forme divinisée qui forme la Triade Suprême du Panthéon Taoïste, Lao Tseu est représenté en monarque assis sur un trône, tenant dans ses mains l'éventail magique décrivant l'île de Penglai (séjour d'Immortels) ; il est alors la Troisième Section du (洞神 Dongshen) Canon Taoïste, l'Esprit, l’Élément Chimique Inférieur de l’Élixir d'Immortalité et l'Essence Vitale de l'Univers.
Encore appelé Suprême seigneur Lao (太上老君) ou Empereur de l'origine mystérieuse (玄元皇帝), il apparaît sous des formes diverses au fil des siècles pour guider les fidèles. Dans les temples, son effigie est à la droite du trio des Trois Purs ; il a la barbe et les cheveux blancs et tient en main un éventail.

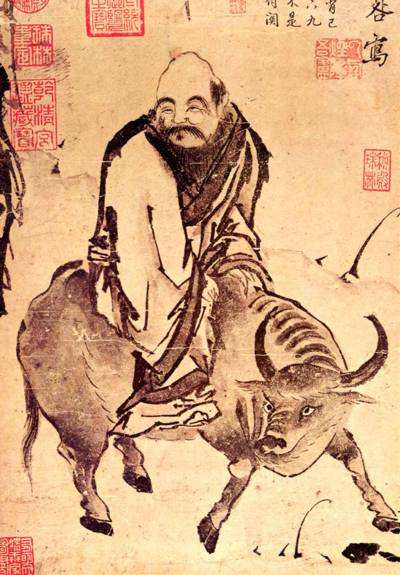
Image classique de Lao Tseu s’en allant vers l’Ouest monté sur un buffle

Dans L’Explication ésotérique des trois cieux (Santian neijiejing 三天內解經) (~420), un texte des Maîtres célestes, Lao Tseu connaît une triple naissance : en tant que divinité, en tant que Lao Tseu historique, puis en tant que Bouddha. En effet, le taoïsme religieux, confronté au IIIe siècle au développement du bouddhisme en Chine, a tenté un rapprochement audacieux entre ce personnage parti en pays barbare et le Bouddha qui serait son incarnation ou parfois son élève. Wang Fu (王浮), membre des Maîtres célestes, expose à la même période cette opinion dans La conversion des Barbares par Lao Tseu (Laozihuanhu 老子化胡), ouvrage qui sera régulièrement repris et enrichi jusqu'au XIVe siècle où les prétentions de voir Lao Tseu dans le Bouddha seront définitivement rejetées.
Les empereurs de la dynastie Tang (618-907), dont le nom de clan était Li, acceptèrent volontiers de se considérer comme ses descendants lorsqu’ils firent du taoïsme leur religion officielle et de l'honorer comme Shengzu (聖祖) « Saint ancêtre ». L’empereur Gaozong (r. 649-683) lui accorda le titre de « Suprême empereur céleste du mystère originel » (太上玄元天帝).
Le Lao Tseu divin a un aspect hors du commun. Ge Hong le décrit ainsi : peau jaune clair, oreilles longues, grands yeux, dents écartées, bouche carrée aux lèvres épaisses, quinze rides sur un front large qui porte aux coins la forme de la lune et du soleil. Il a deux arêtes de nez et trois orifices à chaque oreille, et les dix lignes des êtres d’élite marquent ses paumes.
Les circonstances de sa naissance sont également extraordinaires : sa mère, qui l’aurait conçu en apercevant une comète ou un dragon volant alors qu’elle était assise sous un prunier – d’où son nom de famille Li - l'aurait porté pendant huit ou quatre-vingt-un ans. Lorsqu’il naquit avec les cheveux blancs – origine pour certains du nom Lao (vieux) - une comète apparut dans le ciel et neuf dragons sortirent de terre pour le baigner. C’est ce dernier détail, joint au fait que selon Bian Shao, son lieu de naissance se situait au confluent des rivières Guo et Gu et sur la rive yáng de la Guo, qui a encouragé la ville de Guoyang à postuler à la place de lieu de naissance du sage. Il y existe en effet un site appelé « Puits des neuf dragons » qui daterait des Printemps et des Automnes.

## DansLe Voyage en Occident
Dans Le Voyage en Occident, Lao Tseu (老子, Laozi ou 老君, Laojun) intervient souvent, c'est lui qui arrête d'abord le singe rebelle, Sun Wukong (孫悟空), avec l'aide de Guanyin (觀音) et son cercle de métal, lui encore qui l'enferme dans son énorme four aux huit trigrammes, lui qui lui vient en aide par la suite lors de son voyage face à ses deux assistants, l'Enfant d'Or et l'Enfant d'Argent et son buffle sacré, devenus des monstres sur terre.

## Hommage
L'astéroïde (7854) Laotseu a été nommé en son honneur.